# 2288 Karolinum
2288 Karolinum è un asteroide della fascia principale. Scoperto nel 1979, presenta un'orbita caratterizzata da un semiasse maggiore pari a 2,9068030 UA e da un'eccentricità di 0,1605019, inclinata di 14,57437° rispetto all'eclittica.
Dal 1º ottobre 1980 al 1º gennaio 1981, quando 2335 James ricevette la denominazione ufficiale, è stato l'asteroide denominato con il più alto numero ordinale. Prima della sua denominazione, il primato era di 2267 Agassiz.
L'asteroide è dedicato all'edificio storico dell'Università Carolina di Praga.